# Phare de Pointer Island
Le phare de Pointer Island est un phare érigé sur l'île Pointer, à la jonction de Fitz Hugh Sound (en) et Lama Passage (en), dans le Passage Intérieur, du District régional de Central Coast (Province de la Colombie-Britannique), au Canada. 
Ce phare est géré par la Garde côtière canadienne .

## Histoire
Le premier phare a été mis en service le 15 novembre 1899 sur cet îlot pour aider les prospecteurs de la ruée vers l'or en Alaska. C'était une maison carrée en bois surmontée d'une lanterne. La structure était blanche et la lanterne rouge. Il émettait une lumière fixe blanche visible jusqu'à 22 km.
En 1948, une structure en béton, avec un bâtiment de corne de brume, a remplacé le premier phare.Sa lumière blanche devint clignotante pour ne plus être confondu avec les feux des navires. En 1964, un nouveau bâtiment d'habitation a été construite pour un deuxième gardien et, en 1967, le phare en béton a été remplacé pour une tourelle métallique.
Le phare de Pointer Island a été démoli en 1989 et le feu est devenu automatique au sommet d'une colonne cylindrique.

## Description
Le phare actuel est une tour cylindrique blanche, avec une galerie de 8 m de haut. Son feu à occultations émet, à une hauteur focale de 13 m, un long éclat blanc toutes les 6 secondes. Une corne de brume automatique, à énergie solaire, datant de 1997 et toujours en fonction. Sa portée nominale est de 8 milles nautiques (environ 15 km). 
Il se trouve sur un îlot au nord-est de l'île Hunter.
Identifiant : ARLHS : CAN-400 - Amirauté : G-5680 - NGA : 12168 - CCG : 0592 .

## Caractéristique duFeu maritime
Fréquence : 6 secondes (W)
- Lumière :4 secondes
- Obscurité : 2 secondes

|                            |
| Carte du Passage Intérieur |

### Lien connexe
- Liste des phares de la Colombie-Britannique